# Talbach (Glan)
Der Talbach ist ein knapp 14 km langer Mittelgebirgsbach im Nordpfälzer Bergland und ein südlicher und rechter Nebenfluss des Glans, der in den beiden rheinland-pfälzischen Landkreisen Kaiserslautern und Kusel verläuft.

## Geographie

### Verlauf
Der Talbach entspringt im Landkreis Kaiserslautern etwa 800 m nordöstlich von Kollweiler auf einer Höhe von 393 m ü. NHN. Die Quelle befindet sich unmittelbar westlich der Landesstraße 372. 
Von dort aus fließt der Bach überwiegend in nördliche Richtungen. Dabei passiert er im Landkreis Kusel die Ortsgemeinden Eßweiler, Oberweiler im Tal, Hinzweiler, Nerzweiler und Hundheim, bevor er bei Offenbach rechtsseitig auf 169 m Höhe in den Glan mündet.
Auf seinem 13,8 km langen Weg hat der Talbach ein Gesamtgefälle von 224 m, was einem mittleren Sohlgefälle von 16,2 ‰ entspricht. 

### Einzugsgebiet
Das gut 34 km² großes Einzugsgebiet des Talbachs liegt im Nordpfälzer Bergland und wird über Glan, Nahe und Rhein zur Nordsee entwässert.
Es besteht zu
- 38,29 % aus Wald
- 27,29 % aus Grünland
- 27,33 % aus Acker
- 00,02 % aus Sonderkultur
- 06,32 % aus Siedlung
- 00,06 % aus Gewässer[3]

### Zuflüsse
Dem Talbach fließen zahlreiche Nebenbäche zu, die teilweise recht kurz sind. Die längsten sind der 5,0 km lange Jettenbach bei Eßweiler und der 4,1 km lange Breitenbach südöstlich von Eßweiler.
Im Folgenden werden die Nebenflüsse des Talbachs in der Reihenfolge von der Quelle zur Mündung genannt, die von der Wasserwirtschaftsverwaltung Rheinland-Pfalz geführt werden. Angegeben ist jeweils die orographische Lage der Mündung, die Länge, die Größe des Einzugsgebiets, die Höhenlage der Mündung und die Gewässerkennzahl.
| Name                     | Lage   | Länge in km | EZG in km² | Mündungshöhe in m ü. NHN | GKZ       |
| ------------------------ | ------ | ----------- | ---------- | ------------------------ | --------- |
| Breitenbach              | rechts | 4,1         | 4,773      | 299                      | 254656-2  |
| Jettenbach               | links  | 5,0         | 6,723      | 278                      | 254656-4  |
| Bach vom Königsbergerhof | rechts | 1,3         | 3,323      | 242                      | 254656-6  |
| Taufenbach               | rechts | 1,7         | 1,757      | 210                      | 254656-8  |
| Woogbach                 | rechts | 1,7         | 1,183      | 199                      | 254656-92 |

Anmerkungen zur Tabelle
1. ↑  Gewässerkennzahl, in Deutschland die amtliche Fließgewässerkennziffer mit zur besseren Lesbarkeit eingefügtem Trenner hinter dem Präfix, das einheitlich für den allen gemeinsamen Vorfluter Talbach steht.

## Umwelt

Der Talbach als blaue Wellenlinie auf dem Wappen von Eßweiler

Der Talbach zählt zu den grobmaterialreichen, silikatischen Mittelgebirgsbächen. Die Gewässerstruktur ist überwiegend deutlich bis stark, in den Ortslagen sehr stark bis vollständig verändert. Einzelne Abschnitte, vor allem im Oberlauf, weisen eine nur mäßig veränderte Struktur auf. Die Gewässergüte wird im Oberlauf bis etwa zur Einmündung des Bachs vom Königsbergerhof mit unbelastet (Güteklasse I), im Mittellauf bis oberhalb von Nerzweiler als gering belastet (Güteklasse I-II) und im Unterlauf mit mäßig belastet (Güteklasse II) eingestuft (Stand 2005).

## Infrastruktur
Das Talbachtal wird erschlossen durch die Landesstraße 372, die den Bach auf seiner gesamten Strecke begleitet.

## Wappen
Die Ortsgemeinde Eßweiler führt den Talbach als Schräglinkswellenbalken in ihrem Wappen.